# Distretto di Guanmiao
Il distretto di Guanmiao (關廟區S, Guānmiào QūP) è un distretto della città di Tainan, situata a Taiwan.